# Temporada 1981-82 de los Houston Rockets
La temporada 1981-82 fue la undécima de los Houston Rockets en su nueva localización de Texas, y la decimoquinta en la NBA, tras haber jugado las cuatro primeras en San Diego (California). La temporada regular acabó con 40 victorias y 42 derrotas, ocupando el sexto puesto de la conferencia Oeste, clasificándose para los playoffs, en los que cayeron en primera ronda ante los Seattle SuperSonics.

## Elecciones en elDraft
| Ronda | Puesto | Jugador       | Posición | Nacionalidad   | Universidad |
| ----- | ------ | ------------- | -------- | -------------- | ----------- |
| 4     | 81     | Larry Spriggs | Alero    | Estados Unidos | Howard      |

## Temporada regular
| División Medio Oeste | División Medio Oeste | División Medio Oeste | División Medio Oeste | División Medio Oeste | División Medio Oeste | División Medio Oeste | División Medio Oeste | División Medio Oeste |
| Equipo               | G                    | P                    | %                    | PD                   | Casa                 | Fuera                | Div                  |                      |
| -------------------- | -------------------- | -------------------- | -------------------- | -------------------- | -------------------- | -------------------- | -------------------- | -------------------- |
| y-San Antonio Spurs  | 48                   | 34                   | .585                 | –                    | 29–12                | 19–22                | 20–10                |                      |
| x-Denver Nuggets     | 46                   | 36                   | .561                 | 2.0                  | 29–12                | 17–24                | 19–11                |                      |
| x-Houston Rockets    | 46                   | 36                   | .561                 | 2.0                  | 25–16                | 21–20                | 17–13                |                      |
| Kansas City Kings    | 30                   | 52                   | .366                 | 18.0                 | 23–18                | 7–34                 | 11–19                |                      |
| Dallas Mavericks     | 28                   | 54                   | .341                 | 20.0                 | 16–25                | 12–29                | 11–19                |                      |
| Utah Jazz            | 25                   | 57                   | .305                 | 23.0                 | 18–23                | 7–34                 | 9–21                 |                      |

## Playoffs

### Primera ronda
Seattle SuperSonics vs. Houston Rockets 
| Fecha       | Partido                                     | Ciudad  |
| ----------- | ------------------------------------------- | ------- |
| 21 de abril | Seattle SuperSonics 102, Houston Rockets 87 | Seattle |
| 23 de abril | Houston Rockets 91, Seattle SuperSonics 70  | Houston |
| 25 de abril | Seattle SuperSonics 104, Houston Rockets 83 | Seattle |
|             | Seattle SuperSonics gana las series 2-1     |         |

## Estadísticas
| Rk | Jugador         | Edad | P  | PT | MP   | TC   | TCI  | %TC  | T3  | T3I | %T3  | TL  | TLI  | %TL  | RO  | RD  | RT   | AS  | RB  | TAP | BP  | FP  | PTS  |
| -- | --------------- | ---- | -- | -- | ---- | ---- | ---- | ---- | --- | --- | ---- | --- | ---- | ---- | --- | --- | ---- | --- | --- | --- | --- | --- | ---- |
| 1  | Moses Malone    | 26   | 81 | 81 | 42.0 | 11.7 | 22.5 | .519 | 0.0 | 0.1 | .000 | 7.8 | 10.2 | .762 | 6.9 | 7.8 | 14.7 | 1.8 | 0.9 | 1.5 | 3.6 | 2.6 | 31.1 |
| 2  | Robert Reid     | 26   | 77 | 75 | 37.8 | 5.7  | 12.4 | .456 | 0.0 | 0.1 | .100 | 2.1 | 2.8  | .748 | 2.3 | 4.4 | 6.6  | 4.1 | 1.5 | 0.6 | 2.0 | 3.9 | 13.4 |
| 3  | Elvin Hayes     | 36   | 82 | 82 | 37.0 | 6.3  | 13.4 | .472 | 0.0 | 0.1 | .000 | 3.4 | 5.1  | .664 | 3.3 | 5.9 | 9.1  | 1.8 | 0.8 | 1.3 | 2.5 | 3.5 | 16.1 |
| 4  | Allen Leavell   | 24   | 79 | 61 | 27.2 | 4.7  | 10.0 | .467 | 0.1 | 0.4 | .290 | 1.5 | 1.7  | .852 | 0.6 | 1.5 | 2.1  | 5.8 | 1.9 | 0.2 | 1.9 | 2.3 | 10.9 |
| 5  | Tom Henderson   | 30   | 75 | 23 | 22.9 | 2.4  | 5.4  | .454 | 0.0 | 0.0 | .000 | 1.4 | 2.0  | .700 | 0.4 | 1.4 | 1.8  | 4.1 | 0.7 | 0.1 | 1.4 | 1.6 | 6.3  |
| 6  | Bill Willoughby | 24   | 69 | 42 | 21.4 | 3.5  | 6.7  | .517 | 0.0 | 0.1 | .429 | 0.8 | 1.1  | .727 | 1.6 | 2.3 | 3.8  | 1.1 | 0.4 | 0.9 | 1.1 | 2.1 | 7.8  |
| 7  | Mike Dunleavy   | 27   | 70 | 15 | 18.8 | 2.9  | 6.4  | .458 | 0.5 | 1.2 | .384 | 1.1 | 1.5  | .708 | 0.3 | 1.1 | 1.5  | 3.2 | 0.6 | 0.0 | 1.1 | 2.3 | 7.4  |
| 8  | Calvin Murphy   | 33   | 64 | 0  | 18.8 | 4.3  | 10.1 | .427 | 0.0 | 0.3 | .063 | 1.6 | 1.7  | .909 | 0.3 | 0.6 | 1.0  | 2.5 | 0.7 | 0.0 | 1.3 | 2.2 | 10.2 |
| 9  | Calvin Garrett  | 25   | 51 | 22 | 16.8 | 2.1  | 4.7  | .434 | 0.1 | 0.2 | .300 | 0.3 | 0.5  | .654 | 0.5 | 1.3 | 1.8  | 1.5 | 0.6 | 0.1 | 0.7 | 1.8 | 4.5  |
| 10 | Major Jones     | 28   | 60 | 6  | 12.4 | 1.9  | 3.6  | .531 | 0.0 | 0.1 | .000 | 0.7 | 1.3  | .545 | 1.3 | 2.0 | 3.4  | 0.4 | 0.3 | 0.5 | 0.8 | 1.7 | 4.5  |
| 11 | Billy Paultz    | 33   | 65 | 3  | 12.4 | 1.4  | 3.5  | .394 | 0.0 | 0.0 |      | 0.5 | 1.0  | .523 | 0.8 | 1.9 | 2.8  | 0.6 | 0.2 | 0.3 | 0.7 | 1.5 | 3.3  |
| 12 | Larry Spriggs   | 22   | 4  | 0  | 9.3  | 1.8  | 2.8  | .636 | 0.0 | 0.0 |      | 0.0 | 0.5  | .000 | 0.5 | 1.0 | 1.5  | 1.0 | 0.5 | 0.0 | 1.0 | 1.8 | 3.5  |
| 13 | Jawann Oldham   | 24   | 22 | 0  | 5.6  | 0.6  | 1.6  | .361 | 0.0 | 0.0 |      | 0.4 | 0.6  | .571 | 0.3 | 0.8 | 1.1  | 0.1 | 0.1 | 0.5 | 0.3 | 1.3 | 1.5  |

## Galardones y récords
| Jugador      | Galardón                                                        |
| Moses Malone | MVP de la Temporada de la NBA Mejor quinteto de la NBA All-Star |